# Rivière de l'Aigle (lac Doda)
Pour les articles homonymes, voir Aigle (homonymie).
La rivière de l’Aigle est un affluent du lac Doda, coulant au Québec, au Canada, dans les régions administratives de :
- Abitibi-Témiscamingue : dans (Senneterre (ville), dans les cantons de Kalm, de Coursol, de Lacroix ;
- Nord-du-Québec : Eeyou Istchee Baie-James (municipalité), en Jamésie, dans les cantons de Lacroix, de Buteux, de Belmont, de l’Espinay, de Machault et de Gradis.

La foresterie constitue la principale activité économique du secteur ; les activités récréotouristiques, en second.
La vallée de la rivière de l’Aigle est desservie par la route forestière R1053 (sens est-ouest) qui passe du côté nord-ouest et au nord du lac Hébert (rivière Hébert). Cette route rejoint la route R1009 (sens nord-sud) qui passe à l'est de la rivière de l’Aigle.
La surface de la rivière de l’Aigle est habituellement gelée du début novembre à la mi-mai, toutefois la circulation sécuritaire sur la glace se fait généralement de la mi-novembre à la mi-avril.

## Géographie

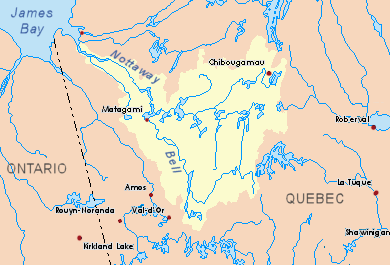
Bassin versant de la rivière Nottaway

Les bassins versants voisins de la rivière de l’Aigle sont :
- Côté nord : lac Doda, rivière Opawica ;
- Côté est : rivière Yvonne, ruisseau Évrey, rivière Roy ;
- Côté sud : rivière Pascagama, réservoir Gouin, ruisseau Berthelot ;
- Côté ouest : lac Barry (rivière Saint-Cyr Sud), rivière Macho, lac Father (lac Doda), lac Hébert (rivière Hébert), rivière Hébert.

La rivière de l’Aigle prend naissance à l’embouchure d’un lac non identifié (longueur : 0,5 km ; élévation : 411 m) dans la partie sud du canton de Kalm, dans Eeyou Istchee Baie-James (municipalité).
L’embouchure de ce petit lac est située à :
- 40,6 km au sud de l’embouchure du lac Lacroix ;
- 81,5 km au sud de l’embouchure de la rivière de l’Aigle (confluence avec le lac Doda ;
- 83,1 km au sud de l’embouchure du lac Doda ;
- 110,4 km au sud-est de la confluence de la rivière Opawica et de la rivière Chibougamau, soit la tête de la rivière Waswanipi ;
- 372,4 km au sud-est de l’embouchure de la rivière Nottaway (confluence avec la Baie-James) ;
- 111,3 km à l'est du centre du village de Lebel-sur-Quévillon ;
- 46,4 km à l'ouest du centre du village de Obedjiwan.

À partir de l’embouchure du lac de tête, la rivière de l’Aigle coule sur 111,5 km selon les segments suivants :
Cours supérieur de la rivière de l’Aigle (segment de 35,5 km)
- 13,3 km vers le nord dans le canton de Kalm, jusqu’à la limite Ouest du canton de Coursol ;
- 16,1 km vers le nord en longeant la limite Ouest du canton de Coursol ;
- 12,0 km vers le nord-est en traversant des zones humides et en s’élargissant par endroits, jusqu’à la rive sud-ouest du lac Lacroix ;
- 11,6 km vers le nord-est, en traversant le lac Lacroix (longueur : 11,6 km ; altitude : 418 m). Note : Situé dans le canton de Lacroix, le lac Lacroix chevauche les régions administratives de Abitibi-Témiscamingue (Senneterre (ville) et Nord-du-Québec (Eeyou Istchee Baie-James (municipalité) ;

Cours intermédiaire de la rivière de l’Aigle (segment de 23,0 km)
- 3,0 km vers le nord-est, jusqu’à la limite du canton de l’Espinay ;
- 10,8 km vers le nord-est dans le canton de l’Espinay, jusqu’à la décharge (venant du nord-ouest) du lac L’Espinay ;
- 7,7 km vers le nord-est, jusqu’à la décharge (venant du sud) du « lac de l’Île Rocheuse » ;
- 5,2 km vers le nord-est, jusqu’à la limite sud du canton de Machault ;
- 8,8 km vers le nord dans le canton de Machault, en contournant deux îles par le côté est, jusqu’à la décharge des lacs Suzie et Ann ;

Cours inférieur de la rivière de l’Aigle (segment de 23,0 km)
- 12,1 km vers le nord, en contournant une île (longueur : 1,7 km) en début de segment, puis en formant une courbe vers l’est, jusqu’à la limite sud du canton de Gradis ;
- 2,7 km vers le nord dans le canton de Gradis, jusqu’à la décharge (venant de l’est) du lac Horsefly ;
- 3,8 km vers l'ouest, jusqu’à la décharge (venant du nord) des lacs Noël et Machault ;
- 2,1 km vers le nord-ouest, jusqu’à la décharge (venant de l'ouest) de deux lacs ;
- 2,3 km vers le nord-est, jusqu’à son embouchure[2].

La rivière de l’Aigle se déverse sur la rive sud d’une baie s’étirant sur 1,2 km au sud du lac Doda. La partie nord de ce lac est traversée vers l'ouest par la rivière Opawica. De là, le courant de cette rivière descend généralement vers l'ouest en traversant notamment le lac Doda, le lac Françoise (rivière Opawica), le lac La Ronde, le lac Lessard, le lac Lichen (rivière Opawica), puis vers le nord en traversant le lac Wachigabau et le lac Opawica, jusqu’à sa confluence avec la rivière Chibougamau ; cette confluence constituant la source de la rivière Waswanipi.
Le cours de cette dernière coule vers l'ouest et traverse successivement la partie nord du lac Waswanipi, le lac au Goéland et le lac Olga, avant de se déverser dans le lac Matagami ; ce dernier se déverse à son tour dans la rivière Nottaway, un affluent de la baie de Rupert (Baie James).
La confluence de la rivière de l’Aigle avec la rivière Opawica est située à :
- 9,4 km à l'est de l’embouchure du lac Doda ;
- 65,1 km à l'est de l’embouchure de la rivière Opawica (confluence avec la rivière Chibougamau), soit la tête de la rivière Waswanipi ;
- 79,4 km au sud-est du centre-ville de Chibougamau ;
- 45,6 km au sud du centre du village de Chapais (Québec) ;
- 86,4 km au nord du centre du village de Obedjiwan (situé sur la rive nord du Réservoir Gouin).
- 339 km au sud-est de l’embouchure de la rivière Nottaway[2].

## Toponymie
À différentes époques de l’histoire, ce territoire a été occupé par les Attikameks, les Algonquins et les Cris. Cette hydronyme fait référence à un grand oiseau rapace diurne au bec crochu et aux serres puissantes.
Le toponyme : rivière de l’Aigle ; a été officialisé le 5 décembre 1968 à la Commission de toponymie du Québec.